# Myking
Myking est un village du Vestland dans la commune de Lindås en Norvège. Il est situé à environ trente kilomètres au nord de la ville de Bergen. 